# ビクトル・アリスティサバル
ビクトル・ウーゴ・アリスティサバル・ポサダ（Víctor Hugo Aristizábal Posada、1971年12月9日 - ）は、コロンビア・メデジン出身の元サッカー選手。ポジションはフォワード。
2007年11月、膝の怪我が原因で引退を表明。

## 経歴

### クラブ
「サッカー王国」と呼ばれるブラジルの国内リーグ（カンピオナート・ブラジレイロ）において外国人最多得点記録を保有している。またコロンビア国内においても348得点を挙げており、中でもアトレティコ・ナシオナルでは200得点以上を挙げクラブ最多得点記録を保有している。

### 代表
コロンビア代表において絶対的なストライカーであった。1994 FIFAワールドカップで出場機会は得ることが出来なかったが、1998 FIFAワールドカップではグループステージで敗退したものの全3試合に出場した。また、その他の国際大会でも活躍し、コパ・アメリカ2001では大会得点王に輝いた。
2006 FIFAワールドカップ・南米予選開催中に代表引退を表明。ブラジル代表に敗れ本選出場の道が断たれた事に対し幻滅し、この試合でライバルであるフアン・パブロ・アンヘルが活躍したためと言われている。

### 引退試合
2008年7月12日にエスタディオ・アタナシオ・ヒラルドで行われた引退試合には45,000人のファンが集まり、カルロス・バルデラマ、エンツォ・フランチェスコリ、アレックス・アギナガ、レネ・イギータなど錚々たるメンバーが彼の引退試合に華を添え、この試合で彼はオーバーヘッドキックでゴールを決め盛り上げた。

## 代表歴

### 出場大会
- コロンビア代表
  - 1994 FIFAワールドカップ
  - 1998 FIFAワールドカップ

### 試合数
- 国際Aマッチ 66試合 15得点（1993年-2003年）[1]

| コロンビア代表 | 国際Aマッチ | 国際Aマッチ |
| 年             | 出場        | 得点        |
| -------------- | ----------- | ----------- |
| 1993           | 11          | 2           |
| 1994           | 8           | 2           |
| 1995           | 5           | 0           |
| 1996           | 7           | 1           |
| 1997           | 8           | 1           |
| 1998           | 6           | 0           |
| 1999           | 0           | 0           |
| 2000           | 4           | 0           |
| 2001           | 11          | 9           |
| 2002           | 0           | 0           |
| 2003           | 6           | 0           |
| 通算           | 66          | 15          |

## 個人タイトル
- コパ・アメリカ 得点王 : 2001
- コロンビア・リーグ 得点王 : 2005